# Lasiobolus
Lasiobolus Sacc. – rodzaj grzybów z typu workowców (Ascomycota).

## Systematyka i nazewnictwo
Pozycja w klasyfikacji według Index Fungorum: Ascodesmidaceae, Pezizales, Pezizomycetidae, Pezizomycetes, Pezizomycotina, Ascomycota, Fungi.
Takson utworzył Pier Andrea Saccardo w1884 r. Synonimy:
- Peziza subgen. Pyronemella Vido 1879
- Pyronemella (Vido) Sacc. 1889[3].

Gatunki występujące w Polsce
- Lasiobolus capreoli Velen. 1934
- Lasiobolus cuniculi Velen. 1934
- Lasiobolus diversisporus (Fuckel) Sacc. 1889
- Lasiobolus intermedius J.L. Bezerra & Kimbr. 1975
- Lasiobolus macrotrichus Rea 1917
- Lasiobolus papillatus (Pers.) Sacc. 1884 – włochatek koński
- Lasiobolus ruber (Quél.) Sacc. 1889

Nazwy naukowe na podstawie Index Fungorum. Wykaz gatunków i nazwy polskie według M.A. Chmiel i innych.